# Radim Schwab
Radim Schwab (* 20. července 1978 Brno) je český divadelní herec, muzikálový a operní zpěvák barytonista.

## Životopis
Od dětství ho bavilo divadlo a hudba. V Brně navštěvoval hudebně-dramatické kurzy a hodiny tance. V roce 1995 se dostal do Studia Dům Evy Tálské, kde získal základní jevištní průpravu a dostal první divadelní role. Po střední škole vystudoval v roce 2002 činoherní herectví na Divadelní fakultě Janáčkovy akademie múzických umění v Brně.
Po ukončení studia odešel do Prahy. Po epizodních rolích v roce 2000 vyhrál konkurz na hlavní roli Edmonda Dantése do muzikálu Monte Cristo. Současně se začal učit opernímu zpěvu u profesora Reného Tučka.
V rodném Brně pokračoval jako činoherec ve sklepní scéně divadla Husa na provázku, kde ztvárnil různé role ve hrách Mistero Buffo, Babička, Arlekino, Hlad, Tance krále Leara, Velice modrý pták a jiných. Do povědomí diváků se zapsal jako Mordred v muzikálu Excalibur divadla Ta Fantastika, kde hrál i v dalších projektech: Láska je láska, Elixír života, Obraz Doriana Graye.
Od října 2006 hraje Motla v úspěšném představení Šumař na střeše Divadla Na Fidlovačce. Vrcholy jeho dosavadní tvorby jsou dvě sólová hudební alba a hlavní role Fantóma opery v obou nastudováních stejnojmenného muzikálu na scéně divadla GOJA Music Hall v Praze. V roce 2009 se proslavil žertem, když se jako neznámý amatér z Nymburka maskovaný dredy přihlásil do soutěže SuperStar, ale jakmile se prosadil do užšího výběru, svou mystifikaci přiznal.
Kromě divadelních a muzikálových rolí se věnuje i dráze sólového zpěváka, již v roce 2006 si zazpíval s orchestrem Státní opery Prahy. V poslední době zahájil také pěveckou dráhu operního sólisty.

## Divadelní role

### Muzikál a opereta

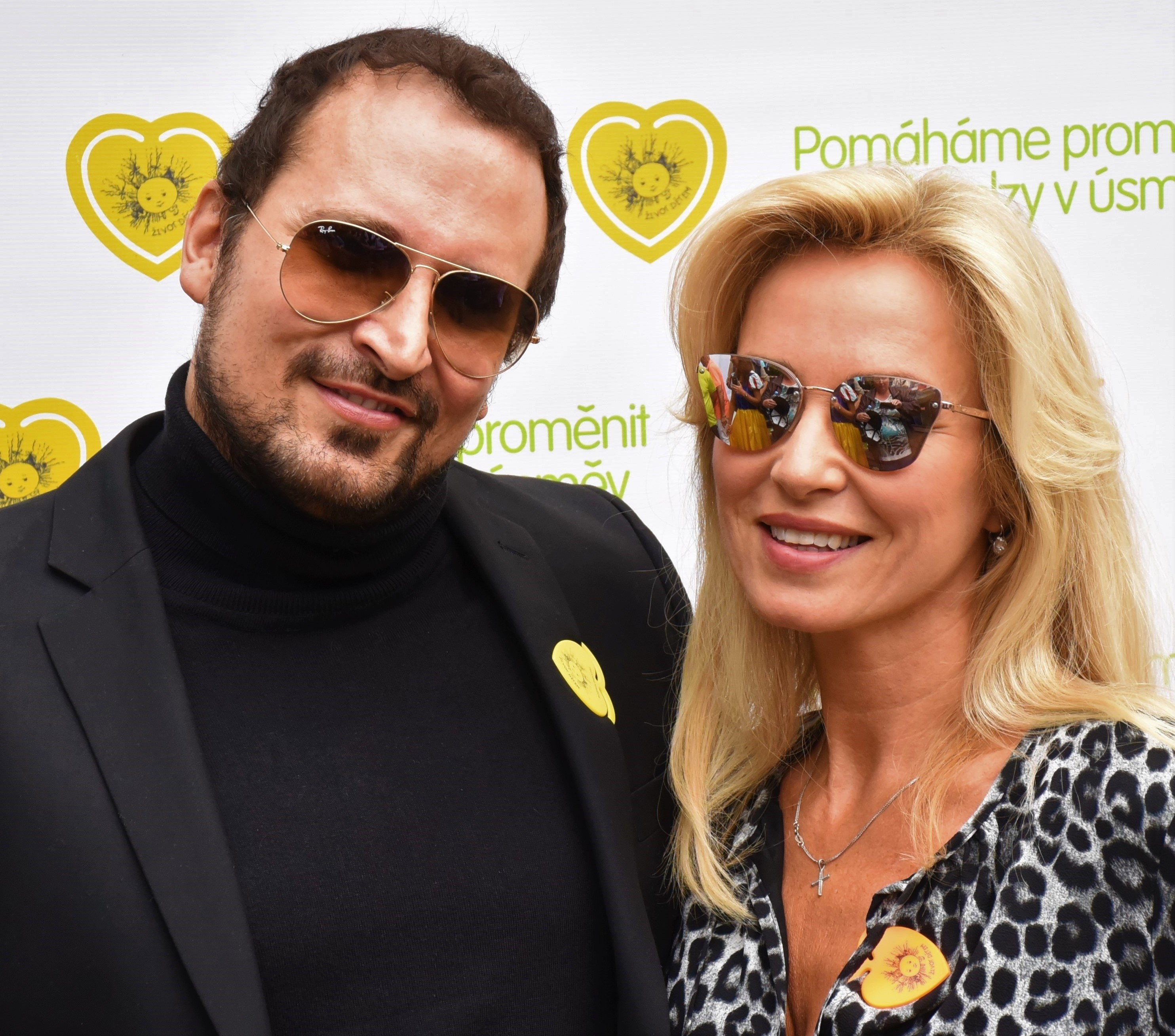
Radim Schwab s Kateřinou Brožovou na charitativním koncertě v říjnu 2019

- 2018	FANTOM OPERY - 2. nastudování, titulní role: Fantom opery; Divadlo GOJA Music Hall v Praze
- 2016	SIBYLA KRÁLOVNA ZE SÁBY; druhá titulní role: král Šalamoun; Divadlo Hybernia v Praze
- 2015	FANTOM OPERY – 1. nastudování; titulní role: Fantom opery; Divadlo GOJA Music Hall
- 2013	SHE LOVES ME (opereta); role: Mátyás Kodaly; Divadlo F. X. Šaldy v Liberci
- 2013	MATA HARI; role: Pablo Picasso, Vadim Maslov, Wilheim Krämer; Divadlo Broadway
- 2013	KLÍČ KRÁLŮ; druhá titulní role: Kelo, král upírů; Divadlo Broadway
- 2011	PARDON MY ENGLISH; role: Golo; Národní divadlo moravskoslezské v Brně
- 2009	KLADIVO NA ČARODĚJNICE; role: Boblig; Divadlo Milénium
- 2009	KYTICE; dvě role: Umrlec, Lesů pán; divadlo Semafor
- 2008	DÁMA NA KOLEJÍCH; role: boxer Bedřich; Divadlo Josefa Kajetána Tyla v Plzni
- 2008	HELLO DOLLY! role: Cornelius Hackel; Severočeské divadlo opery a baletu v Ústí nad Labem
- 2006	ŠUMAŘ NA STŘEŠE; role: Motl; Divadlo Na Fidlovačce
- 2006	OBRAZ DORIANA GRAYE; role: Alan, námořník; divadlo Ta Fantastika
- 2005	ELIXÍR ŽIVOTA; role: Bugsy Siegel; divadlo Ta Fantastika
- 2005	LÁSKA JE LÁSKA; role: On; divadlo Ta Fantastika
- 2003	EXCALIBUR; role: Mordred; divadlo Ta Fantastika
- 2000	MONTE CRISTO; role: mladý Edmond Dantés

### Činohra
- 2006-dosud Šlitr s námi a zlý pryč; Purpura na plotně; Kytice; Uteklo to jako H20; Dal si růži do polívky; divadlo Semafor
- 2001–2005 Arlekino; Babička; Hlad; Tance krále Leara; Velice modrý pták; divadlo Husa na provázku
- 2000 Mistero Buffo (monodrama); divadlo Husa na provázku

### Opera
- 2020 W. A Mozart: Don Giovanni, titulní role: Don Giovanni, Divadlo F. X. Šaldy v Liberci

### Film
- 2007     V hlavní roli
- 2014      Raluca
- 2019      Léto s gentlemanem

### Seriály
- 1998      Četnické humoresky I.
- 2003      Četnické humoresky II. (Táta)
- 2005      Ulice (Gigolo)
- 2009      Expozitura
- 2011      Kriminálka Anděl II. (Švýcarský řez)
- 2013      Cesty domů (Nevím nic)

### Videoklipy
- 2010      Vánoční přání s Lucií Vondráčkovou
- 2013      Neznámá s Markétou Procházkovou
- 2015      Přísahám, že jsem to já s Kateřinou Brožovou

### Divadelní záznamy
- 2002      Monte Cristo
- 2010      Obraz Doriana Graye
- 2010      Elixír života
- 2017      Já jsem otec Bemle a já matka Žemle
- 2017      Šlitr s námi a zlý pryč
- 2019      Kytice

## Sólová alba
- 2013 první album AMOROSO
- 2017 druhé album GRAZIOSO
- 2021 třetí album MOMENTO (křest a předpremiéra na i-tunes v prosinci 2020)